# Chiretolpis zebrina
Chiretolpis zebrina är en fjärilsart som beskrevs av George Francis Hampson 1914. Chiretolpis zebrina ingår i släktet Chiretolpis och familjen björnspinnare. Inga underarter finns listade i Catalogue of Life.